# Kampong Thum (provincie)
Kampong Thum is een provincie (khett) in het midden van Cambodja, de hoofdstad is Kampong Thum.